# Tricoma elongatus
Tricoma elongatus är en rundmaskart som först beskrevs av Panceri 1876.  Tricoma elongatus ingår i släktet Tricoma och familjen Desmoscolecidae. Inga underarter finns listade i Catalogue of Life.